# Samtida Musik
Samtida Musik är namnet på en kammarmusikförening som bildades i Stockholm 1960 av bland andra Jan Carlstedt, Laci Boldemann och Bo Linde. Den har 2018 cirka 150 medlemmar.
Tidigare har bland annat Konstakademins hörsal och Kroumatas lokaler på Capitol varit fasta spelplatser, men idag görs konserter på olika platser - Midsommargården, Stockholms konserthus, Musikaliska Akademiens stora sal (numera Nybrokajen 11), Musikmuseet, Moderna Museet, Börssalen och olika kyrkor. Konserter har även gjorts i simhallar, bokaffärer och kaféer.
Stockholms stad, Kulturrådet och medlemmarna själva står för finansieringen och man arbetar aktivt för att utveckla den kammarmusikaliska tonkonsten.